# Bremen Classic Motorshow

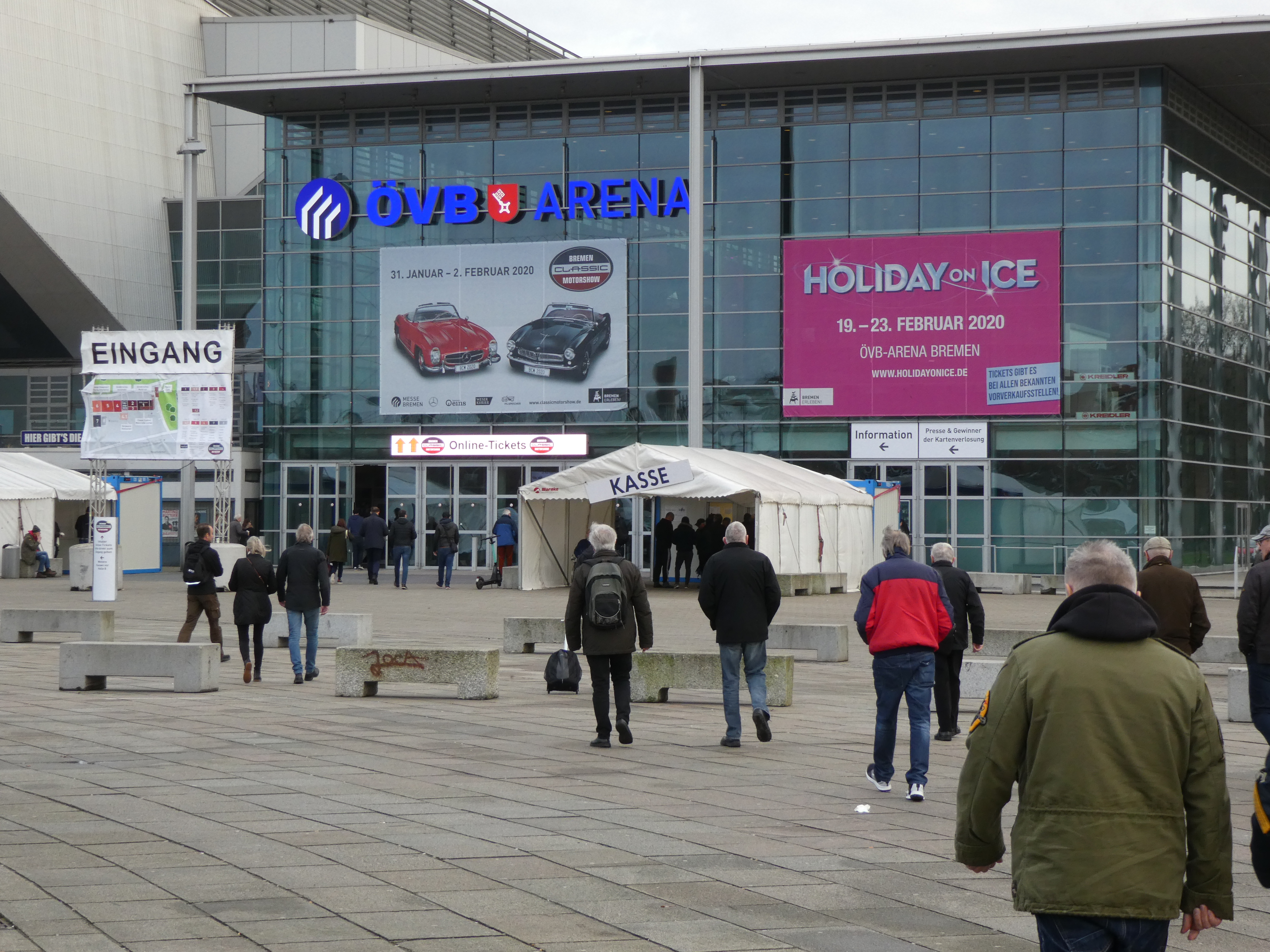
Bremen Classic Motorshow, 2020

Die Bremen Classic Motorshow ist eine seit 2003 jährlich stattfindende Oldtimermesse in Bremen. Sie gilt als erste große Klassiker-Messe des Jahres im deutschsprachigen Raum und eröffnet traditionell die Oldtimer-Saison. Veranstaltet wird sie von der M3B GmbH, durchgeführt vom Geschäftsbereich MESSE BREMEN.
Die Messe findet jeweils Anfang Februar auf dem Gelände der Messe Bremen statt und erstreckt sich über eine Ausstellungsfläche von mehr als 52.000 Quadratmetern in acht Hallen. Im Jahr 2025 besuchten über 46.000 Personen die Veranstaltung. Über 720 Aussteller, darunter Händler, Privatanbieter und Clubs aus rund zehn Nationen, präsentieren dort historische Automobile, Motorräder, Ersatzteile, Restaurierungsmaterialien, Dienstleistungen sowie Automobilia.
Ein zentrales Merkmal der Bremen Classic Motorshow sind die thematisch wechselnden Sonderschauen für Automobile und Motorräder, die von Experten kuratiert werden. Ergänzt wird das Angebot durch eine breite Palette an Automobil- und Zweiradclubs, die mit aufwendig gestalteten Präsentationen das Messepublikum ansprechen. Besonders der Teilemarkt mit seinem umfassenden Angebot und die Fahrzeugbörse im Parkhaus gelten als beliebte Ausstellungsbereiche Veranstaltung.
Sonderschauen
Seit ihrer Gründung präsentiert die Bremen Classic Motorshow jährlich wechselnde Sonderschauen, die seltene Originale und herausragende Entwicklungen aus Design und Technik in den Fokus rücken. Diese Ausstellungen sind ein zentrales Element der Messe und erfreuen sich großer Beliebtheit.
Beispiele für vergangene Sonderschauen:
- 2024: Die Auto-Sonderschau widmete sich der Marke Lancia unter dem     Titel „Leistung, Luxus, Leidenschaft“ und zeigte zwölf Exponate aus sieben     Jahrzehnten. Die Motorrad-Sonderschau stand unter dem Motto „Klasse 4: Ein     Schnapsglas voller Dynamik“ und präsentierte 50-ccm-Kleinkrafträder, die     für viele den Einstieg in die motorisierte Mobilität bedeuteten.
- 2025: Die Auto-Sonderschau trägt den Titel „Von Turbo bis Tradition –     Japans Sportwagen-Ikonen“ und beleuchtet die Entwicklung japanischer     Sportwagen von den 1970er-Jahren bis in die 1990er-Jahre. Die     Motorrad-Sonderschau „Die 80er Jahre – Technik trifft Design“ zeigt die     Vielfalt und technischen Innovationen der Motorräder dieses Jahrzehnts.